# Conan x Xenia
Conan x Xenia ist ein Rap-Titel des deutschen Rappers Haftbefehl und der Rapperin Shirin David aus dem Jahre 2020. Es erschien als dritte Singleauskopplung und erstes Feature des sechsten Studioalbums Das weiße Album Haftbefehls am 8. Mai 2020.

## Musik und Text
Conan x Xenia ist ein Rapsong, mit einem harten, von Bazzazian produzierten, Beat mit einer metallisch klingenden Klaviermelodie als Grundlage. Er wurde in d-Moll auf 148 Schläge pro Minute geschrieben. Haftbefehl bleibt seinem, mehr geschrienem als gesprochenem, Rapstil treu und rappt damit die erste Strophe, den Refrain und den C-Teil. Die zweite Strophe rappt David, die einen eher gesprochenem, wenn auch aggressiven Ton nutzt. Auch textlich ist Conan x Xenia recht aggressiv. Haftbefehl rappt außerdem, er sei jung, wild und asozial. David setzt in ihrem Rapteil unter anderem auf Hommagen an Haftbefehl, indem sie alte Zeilen von ihm neu und aus ihrer Perspektive interpretiert. So rappt sie beispielsweise Chabos wissen wer deine Mami ist (Anspielung an Chabos wissen wer der Babo ist) und Deutscher Rap, ich sperr die Nutten in den Zoo (Anspielung an Lass die Affen aus'm Zoo). Außerdem gibt sie in ihrem Part preis, dass sie sich einem Brazilian Butt Lift unterzogen habe und rappt, im Kontrast dazu, Guck' eure Videos und frag' mich: Wer von uns beiden ist Plastik, eh?, was sich gegen die ständige Aussage ihrer Kritiker positioniert, sie sei nur aus Plastik. Haftbefehl teilt anderweitig mit Zeilen wie Bei deiner Mucke wird mir schlecht – katastrophal oder Steck deine Rolex in dein'n Arsch, sie ist bloß aus Stahl  aus. Den Bezug zum Titel des Tracks findet man in der Hook: Haftbefehl rappt Scheiß mal auf Arnold - Ich bin Conan der Barbar. Mit Arnold ist vermutlich Arnold Schwarzenegger gemeint, während Conan der Barbar für die Figur aus dem gleichnamigen Spielfilm der 80er-Jahre steht, welcher von Schwarzenegger verkörpert wurde. Das Xenia im Titel ist vermutlich an die Serie Xena – Die Kriegerprinzessin angelehnt.

## Entstehung und Veröffentlichung
Eine erste Hörprobe zu dem Lied hatte Haftbefehl bereits im August 2019 unter dem Namen Conan der Barbar auf Instagram gepostet. Da er bei diesem Video den Rapper Manuellsen markiert hatte, gingen die Fans von einer Kollaboration mit diesem aus. Am 3. Mai 2020 kündigte aber schließlich zuerst Shirin David, und dann auch Haftbefehl die Single offiziell auf ihren Instagram-Kanälen an. Shirin gab bekannt, die Anfrage für die Zusammenarbeit sei ebenfalls bereits im August 2019 an sie herangetragen worden und ihr Rap-Part sei auch zu dieser Zeit, also noch vor Release ihres Debütalbums entstanden. Das Singlecover zeigt Haftbefehl und David vor einem verschrotteten roten Ferrari, während Haftbefehl durch Bearbeitungssoftware verzerrt wurde. Die Single erschien als dritte Auskopplung seines Albums Das weiße Album schließlich in der Nacht vom 7. auf den 8. Mai 2020 mit einem dazugehörigen Musikvideo auf dem YouTube-Kanal Azzlackz.

## Musikvideo
Das Musikvideo zu Conan x Xenia wurde unter den Regie von Chehad Abdallah gedreht. In der Eingangsszene sieht man zunächst einen Staubsauger einzelne Zähne aufsaugen, Shirin David mit dem Maschinengewehr schießend und Davids Hand in einem Telefon die Ziffernfolge 069 – die Vorwahl Frankfurts – eintippen. Danach zeigt es in verschiedenen wechselnden Szenen den Rapper Haftbefehl mit einer Sonnenbrille und Pelzmantel bekleidet, einen Diener zu Tisch sowie mehrere Richter, die rote bzw. schwarze Roben mit weißem Beffchen und Allongeperücken tragen. Haftbefehl rappt an einem gedeckten Tisch, auf auf dem Boden verstreuten Blättern und vor einem verschrotteten Ferrari, andere Szenen hingegen zeigen ihn zur Musik passend Klavier spielend bzw. auf das Klavier einschlagend. In diversen Einschüben sieht man die Richter zunächst aus Büchern vortragend, im weiteren Verlauf ihr rechtes Auge zuhaltend sowie zum Ende hin in psychedelisch verzerrten Bildern im Kreis um eine Guillotine stehend. Vor Beginn der zweiten Strophe wird eine Stretchlimousine mit Maschinengewehr auf dem Dach eingeblendet, aus der David dann aussteigt. Die Limousine ist technisch nachbearbeitet, so dass sie extrem lang zu sein scheint, was eine Hommage an das Musikvideo zu Window Licker des irisch-britischen DJs Aphex Twin ist, da dessen Logo auch auf der Limousine zu sehen ist. David ist dann zu sehen, wie sie vor dem offenen Kofferraum der Limousine steht, der mit Geld gefüllt ist, und rappt sowie einiges Geld in eine Toilette steckt. Kurz darauf zeigt sie das Video als Teil eines Gemäldes, in dem sie, mit einem Abendkleid und mit Goldschmuck bekleidet, in einer Art Garten zu stehen scheint und von einem kleinen Mädchen betrachtet wird. Aus diesem Setting wirft sie dann auch Teller auf den Boden, die von dem Mädchen dann noch zusätzlich zertreten werden. Daraufhin ist sie zu sehen, wie sie eine Zigarre an einem brennenden Geldschein anzündet und mit dem Maschinengewehr schießt. Im Anschluss sieht man wieder überwiegend Haftbefehl, der manchmal von David begleitet wird, die dann ein Kriegerinnen-Outfit trägt. Das Musikvideo zählt bis heute (Stand: August 2025) über 11,8 Millionen Aufrufe auf YouTube.

## Kritik
Nach der tatsächlichen Ankündigung der Single erhielt Haftbefehl viel negative Kritik für das Auswählen Davids als Feature, viele Fans zeigten sich enttäuscht. Conan x Xenia bekam allerdings nach Release überwiegend positive Rückmeldungen. Viele zeigten sich überrascht, wie gut Shirin David in das Lied passe und lobten auch Haftbefehls Auftritt. Trotzdem waren immer noch einige Leute enttäuscht und sahen sich in der Pflicht, das Lied „aus Prinzip“ zu boykottieren. Sowohl David, als auch Haftbefehl bekamen für ihre Darbietung positive Kritiken, was Text und Betonung anging. Auch das Musikvideo bekam viele positive Kommentare. PULS Musik nannte Conan x Xenia sowohl musikalisch, als auch Marketing-technisch ein Meisterwerk.

## Chartplatzierungen
Conan x Xenia erreichte Platz vier der deutschen Singlecharts. Für Shirin David ist es der zehnte Top-10- und Charterfolg in den deutschen Charts. Haftbefehl kam hiermit bereits zum zwölften Mal in die Charts in Deutschland. Mit Conan x Xenia erreichte Haftbefehl eine neue Bestmarke in den deutschen Singlecharts, bis dato war seine höchste Notierung Rang 20 mit der Single Bolon, die ebenfalls 2020 erschien.
| ChartsChartplatzierungen | Höchstplatzierung | Wochen |
| ------------------------ | ----------------- | ------ |
| Deutschland (GfK)        | 4 (5 Wo.)         | 5      |
| Österreich (Ö3)          | 12 (2 Wo.)        | 2      |
| Schweiz (IFPI)           | 19 (2 Wo.)        | 2      |

Auf der Streaming-Plattform Spotify wurde das Lied mehr als 36,6 Millionen Mal aufgerufen (Stand: August 2025).